# Champ (mets)
Pour les articles homonymes, voir Champ.
Le champ (brúitín, en irlandais) est un mets irlandais, qui consiste en un mélange de pommes de terre écrasées et de cébettes hachées, avec du beurre et du lait, et assaisonné le cas échéant de sel et de poivre. C'est un plat simple et économique.
Dans certaines régions, ce plat s'appelle aussi poundies. Une variante, le nettle champ, fait appel en outre à des pousses d'orties hachées.
Le champ ressemble à un autre plat irlandais, le colcannon, qui utilise du chou (chou frisé ou chou cabus), au lieu de cébettes.